# エバース (お笑いコンビ)
エバースは、吉本興業（東京本社）所属のお笑いコンビ。2015年結成。NSC東京校21期生。主に渋谷・神保町よしもと漫才劇場で活動している。M-1グランプリ2024ファイナリスト。第46回ABCお笑いグランプリ王者。

## メンバー
佐々木 隆史（ささき たかふみ、1992年11月6日 - ）（32歳）
ボケ・ネタ作り担当。
宮城県登米郡豊里町（現：登米市）出身、古川学園高等学校・東北工業大学ライフデザイン学部安全安心生活デザイン学科卒業。身長166 cm、体重62 kg。血液型はA型。
2人の兄がいる。
大学まで野球をやっていて、高校時代は主将を務めていた。高校時代に菊池雄星と対戦経験がある。大学まで全て野球のスポーツ推薦で進学している。左投左打。

町田 和樹（まちだ かずき、1992年4月24日 - ）（33歳）
ツッコミ担当。
神奈川県大和市出身、神奈川県立市ケ尾高等学校中退。身長182 cm、体重80 kg。血液型はB型。
弟がいる。両親はどちらも高校の教員。
ファンに手を出さないでいられる自信がないからという理由で、SNSの類はー切やっていない。

## 経歴・概要
NSC東京校21期出身の同期によるコンビ。NSC在学中に佐々木の組んでいたコンビが解散し、その解散を申し出た相方が佐々木へ町田を紹介する形で結成に至った。
2015年からアマチュアで活動し、2016年に正式に結成した。
コンビ名は、バントの構えからバットを引き投球を見送る動作を表す野球用語『エバース』が由来。
2024年10月までコンビで4年間同居していた。
M-1グランプリには結成してから毎年出場している。M-1グランプリ2019で3回戦まで進出し劇場内での評価が上がり、2022年に準々決勝、2023年に準決勝へ初進出した。同年の敗者復活戦では、Bブロックの5番目での出番だった。以前にネタを披露したトム・ブラウンを破り暫定席に着くも、後続のナイチンゲールダンスに敗れた。結果的に決勝進出は叶わなかったものの、松陰寺太勇（ぺこぱ）や佐久間宣行など各方面から絶賛され爪痕を残した。2024年に初めて決勝に進出し、登場時の紹介文は『雑談ファンタジスタ』。高得点を獲得するも、3位の真空ジェシカと1点差で惜しくも4位となり、最終決戦には残れなかった。
コンビ結成10周年を迎えた2025年、コンビ初の全国ツアー『それでも、ワインドアップ』を4月15日から全国6か所にて開催。
ネタ作り、SNSでの告知、YouTubeの動画編集等コンビ活動に関することを佐々木が全て行っていることを踏まえて、賞レースの賞金の取り分を「19:1」としている。

## 芸風
主に2人の雑談を主体としたしゃべくり漫才を演じ、佐々木のシュールなボケを町田が拾いつつツッコミを入れていく。日常の延長線上のような雑談から独特な世界観になっていくネタが多く、ボケとツッコミというよりは佐々木の詭弁に町田が翻弄されるといった展開が多く見られる。理想の芸人コンビにはフットボールアワーを挙げている。初のM-1決勝進出時には「雑談ファンタジスタ」と紹介されている。互いに野球経験者ということで、ネタ中に野球用語が登場する機会もある。ネタを量産して手応えのあったものを仕上げてゆくというスタイルで、月に5〜6本の新ネタを作る。
2人とも「照れてニヤけてしまう」という理由からコントは苦手とする。ニューヨーク曰く『男臭くて無骨なコンビ』。

## 出演

### テレビ
- エバースの知らぬが冠（テレビ朝日、2025年1月9日 - 1月30日、6月4日 - 6月25日）[15]
- エバース漫才記（映画・チャンネルNECO、2025年2月21日）[16]
- プロ野球開幕直前！エバースの熱血板SHOW（フジテレビ、2025年3月16日）[17]
- OH!バンデス（ミヤギテレビ、2025年4月 - ）火曜日のコーナー「エバースの卵 ～宮城のガチでエッグいものを探せ～」担当[18]
- ラヴィット!（2025年4月3日 - 6月26日、TBSテレビ）- 木曜「ラヴィット!ファミリー」（シーズンレギュラー）
- 夜明け前バラエティ トワライト（テレビ朝日、2025年4月6日〈5日深夜〉[19] - ）

### ラジオ
- GURU GURU!（J-WAVE、2024年10月3日 - ）

ネットラジオ
- エバースのモンキー125cc（stand.fm）[20]
- エバースの野茂ラヂ雄（Artistspoken）[21]
- エバースのGERA NEXT（2024年5月14日から4週連続）[22]
- エバースの麻婆しゃぶしゃぶ（GERA、2024年8月23日から全13回特番）

### 配信番組
- AKB48の全力エンタメ委員会（YouTube、2024年9月18日 - ）- MC[23]
- このしゃぶしゃぶ、エバースしますか？（Lemino、2024年12月20日 - ）[24]

## 賞レース等の戦績

### M-1グランプリ
| 年度（回）       | 結果         | エントリー No. | 会場                              | 日程     | 備考                                                |
| ---------------- | ------------ | -------------- | --------------------------------- | -------- | --------------------------------------------------- |
| 2015年（第11回） | 1回戦敗退    | 2751           | [東京] 新宿シアターモリエール     | 9月23日  |                                                     |
| 2016年（第12回） | 1回戦敗退    | 602            | [東京] 新宿シアターモリエール     | 8月7日   |                                                     |
| 2017年（第13回） | 2回戦進出    | 941            | [東京] 雷5656会館ときわホール     | 10月6日  |                                                     |
| 2018年（第14回） | 1回戦敗退    | 1629           | [東京] 新宿シアターモリエール     | 9月7日   | 一度1回戦敗退後、再エントリー制度を利用して再出場。 |
| 2019年（第15回） | 3回戦進出    | 781            | [東京] ルミネtheよしもと          | 11月11日 |                                                     |
| 2020年（第16回） | 1回戦敗退    | 1359           | [東京] シダックスカルチャーホール | 8月19日  |                                                     |
| 2021年（第17回） | 3回戦進出    | 794            | [東京] よしもと有楽町シアター     | 11月1日  |                                                     |
| 2022年（第18回） | 準々決勝進出 | 684            | [東京] ルミネtheよしもと          | 11月16日 |                                                     |
| 2023年（第19回） | 準決勝進出   | 1787           | [東京] NEW PIER HALL              | 12月7日  | 敗者復活戦進出                                      |
| 2024年（第20回） | 決勝4位      | 2342           | [東京] テレビ朝日                 | 12月22日 | 決勝キャッチコピー「雑談ファンタジスタ」            |
| 2025年（第21回） |              | 2965           |                                   |          |                                                     |

### その他賞レース
- 2022年 第43回 ABCお笑いグランプリ 最終予選進出
- 2023年 第44回 ABCお笑いグランプリ 最終予選進出
- 2024年 第9回 上方漫才協会大賞 大賞・新人賞ノミネート
- 2024年 ルミネtheよしもと「幻のネタNo.1決定戦」 優勝[26]
- 2024年 T-1グランプリ（NHKラジオ『タカアンドトシのお時間いただきます』内の大会） 優勝
- 2024年 ツギクル芸人グランプリ2024 決勝3位[27]
- 2024年 第45回 ABCお笑いグランプリ 決勝進出[28]
- 2024年 令和6年度 NHK新人お笑い大賞 大賞[29]
- 2025年 第10回 上方漫才協会大賞 文芸部門賞[30]
- 2025年 第46回 ABCお笑いグランプリ 優勝[1]